# Калипсо
Тази статия се отнася до фигурата от древногръцката митология. За спътника на Сатурн вижте Калипсо (спътник).
Калипсо (на гръцки: Καλυψώ' – „ще се скрия“) е океанида, дъщеря на титана Атлас, а според друга версия – на Хелиос и Персеида.
Калипсо е нимфа, владетелка на митичния остров Огигия, която спасила Одисей след корабокрушение и го приютила на острова си 7 години с надеждата, че той ще стане неин съпруг. Обещала му безсмъртие, ако остане при нея, но не могла да го накара да забрави родината си. Атина се застъпила за Одисей пред Зевс и той изпратил Хермес да предаде заповедта му на Калипсо и да го освободи. Така тя била принудена да го пусне да си замине. Помогнала му да си построи сал и го снабдила с всичко необходимо за път. Дала му за спътник и един от синовете на Одисей, на име Латин. Интересно е, че в Омировата „Одисея“ нищо не се споменава за дете.